# Sextus Carminius Vetus (consul en 116)
Sextus Carminius Vetus est un sénateur romain du début du IIe siècle, consul éponyme en 116 sous Trajan.

## Biographie
Son père, Sextus Carminius Vetus, est consul suffect en 83.
En l’an 116, sous Trajan, il est consul éponyme aux côtés de Lucius Fundanius Lamia Aelianus.
Son fils, Sextus Carminius Vetus, est consul éponyme en 150.